# Diggersonz
Diggersonz è il secondo album dei Dome La Muerte and the Diggers, co-prodotto dalle case discografiche Go Down Records ed Area Pirata nel 2010.

## Tracce
1. Session Man
2. King of Trouble
3. Something's Happened
4. Mary Jane Boogie
5. Do It
6. Suicide Temple
7. Black Moon
8. Bored'n'Lazy
9. Everytime
10. Taberna El Cubano